# 中国共产党第七届中央委员会委员列表

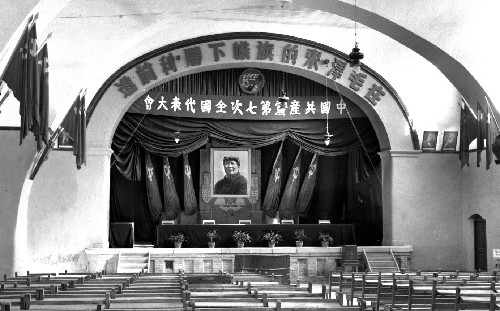
延安市杨家岭中央大礼堂，中共七大会场。

中国共产党第七次全国代表大会于1945年4月23日至6月11日在中华民国陕甘宁边区延安召开。七大正式代表547人，候补代表208人。代表大会上，代表被分為中直（包括軍直系統）、西北、晉綏、晋察冀、晋冀魯豫、山東、華中和大後方8個代表團。根据5月27日主席团和各代表团主任联席会议的决定，中央委员候选人共45人。6月9日，大会进行正式中央委员的选举，共543名代表参与投票，所投选票全部有效；10日公布选举结果，44人得票过半数，当选中国共产党第七届中央委员会委员。第七届中央委员会委员的任期是1945年6月9日至1956年9月26日。6月19日和8月9日，毛泽东在延安杨家岭主持召开了七届一中全会。6月19日召开的第一次会议选举产生了中央委员会主席、中央书记处书记和中央政治局委员。在中国共产党第七届中央委员会任内，有7位中央委员出缺，内中包括3人遇难（1人当选前即遇难），2人病逝，1人自杀，1人开除党籍；另外，有7名候补中央委员递补为中央委员。本表列出中国共产党第七届中央委员会委员参加中共七大的情况及届中变动，并简要介绍中央委员的生平。

## 委员列表
按選舉得票多少為序，票數相同者按姓氏筆劃為序（姓名加删除线者意为任内撤职）：
| 姓名            | 肖像 | 生卒时间       | 生平 | 所属代表团     | 备注 |
| --------------- | ---- | -------------- | --- | -------------- | --- |
| 毛泽东          |      | 1893－1976:420 | 湖南湘潭人。曾参加辛亥革命的新军，1918年毕业于湖南第一师范学校。1920年在湖南创建早期共产主义组织。1921年出席中共一大，之后领导长沙、安源等地工人运动。国共合作期间从事农民运动工作，曾担任国民党中央宣传部代理部长。八七会议上提出革命武装夺取政权的思想，之后领导秋收起义，并先后主持井冈山根据地和中央苏区工作，期间一度被王明排斥出中共中央。后随红军长征至陕北，途中于遵义重新取得中共中央领导权。1943年3月被选举为中共中央政治局主席，拥有最后决定权。1945年在中共七大上，以他命名的毛泽东思想写入党章，成为中共指导思想。七届一中全会上当选中共中央主席，同时兼任中央政治局主席、中央书记处主席。其后他领导中国共产党赢得第二次国共内战，建立中华人民共和国。中华人民共和国成立后先后当选为中央人民政府主席、全国政协主席、中华人民共和国主席。1966年发动文化大革命。1976年9月9日于北京逝世。 | 晋冀鲁豫:420   | 中央委员选举得票543票。 |
| 朱德            |      | 1886－1976:2   | 四川仪陇人。早年毕业于云南陆军讲武堂，参加辛亥革命、护国战争、护法战争，官至云南省警察厅长。1922年，他赴德国留学期间加入中国共产党，其后到莫斯科中山大学学习。1927年8月1日，他参加南昌起义，此后率部到井冈山与毛泽东会师，先后担任红四军军长、红一军团总指挥、红一方面军总司令、中国工农红军总司令、中革军委主席。抗日战争期间，担任中央军委副主席、第十八集团军总司令兼第二战区副司令长官。七届一中全会上当选中央政治局委员、书记处书记。第二次国共内战期间，任中国人民解放军总司令，同毛泽东指挥中共军队。中华人民共和国成立后，先后担任中央人民政府副主席、中共中央纪律检查委员会书记、中华人民共和国副主席、中共中央副主席、全国人大常委会委员长等职务。1955年被授予中华人民共和国元帅军衔。1976年7月6日于北京逝世。:2 | 晋冀鲁豫:511   | 中央委员选举得票543票。 |
| 刘少奇          |      | 1898－1969:639 | 湖南宁乡人。1920年加入中国社会主义青年团，1921年赴莫斯科东方大学学习期间加入中国共产党。1922年回国，先后领导了粤汉铁路工人大罢工和安源路矿工人大罢工。此后在上海、湖北组织工人运动工作。中共五大上当选为中央委员，会后先后于上海、天津、沈阳从事党务工作，1933年前往中央苏区，后参加长征至陕北。抗日战争时期先后领导华北、华中根据地，1942年回到延安。1943年3月当选中央书记处书记，跻身核心决策层。在中共七大上所作关于修改党章的报告标志着毛泽东思想系统形成并趋于完善。七届一中全会上当选中央政治局委员、书记处书记。在毛泽东赴重庆谈判和访问苏联期间，两度代理中共中央主席职务。中华人民共和国成立后，历任中共中央副主席、全国人大常委会委员长、中华人民共和国主席等职务，主持中央一线工作。文革中受到迫害，1969年11月12日去世于开封。1980年恢复名誉。:453-455 | 华中:639       | 中央委员选举得票543票。 |
| 任弼时          |      | 1904－1950:637 | 湖南湘阴人。1920年加入中国社会主义青年团，1922年转为中共党员。中共五大上当选为中央委员。八七会议上主张土地革命，被选为中共临时政治局委员。六届四中全会上当选为中共政治局委员，1935年随红二、红六军团长征至陕北，抗战爆发后担任中共中央军委华北分会委员、八路军政治部主任，1940年参加中共中央书记处工作，1941年9月担任中共中央秘书长。七届一中全会上当选为中央政治局委员、书记处书记。1949年担任中国新民主主义青年团中央名誉主席。1950年10月27日病逝于北京。:605-606 | 华中:637       | 中央委员选举得票543票。 |
| 林伯渠          |      | 1886－1960:65  | 湖南安福人。早年加入中国同盟会，参加反清革命、二次革命、护国战争、护法战争。1921年1月加入中国共产党上海党小组，此后参与组织第一次国共合作，曾担任国民党农民部长。北伐战争期间曾担任国民党政治委员会委员、军委秘书长。1927年参加南昌起义，后入莫斯科中山大学进修。1933年回国后任中华苏维埃共和国国民经济部部长兼任财政人民委员部部长，参加长征。抗日战争期间出任陕甘宁边区政府主席，是“延安五老”之一。1944年赴重庆就联合政府问题同国民政府谈判。七届一中全会上当选为中央政治局委员。中华人民共和国成立后，任中央人民政府秘书长、全国人大常委会副委员长。1960年5月29日病逝于北京。:408-409 | 陕甘宁边区:65  | 中央委员选举得票541票。 |
| 林彪            |      | 1907－1971:6   | 湖北黄冈人。毕业于黄埔军校第四期。1927年参加南昌起义，后先后担任红四军军长、红一军团军团长，参加中央苏区历次作战及长征。抗日战争时期任八路军115师师长，指挥平型关战役。1938年赴苏联养伤。1942年回国后任中共中央党校副校长，陪同周恩来到重庆进行国共谈判。中共七大闭幕后拟任山东军区司令员，后因日本投降、国内外形势变化改赴东北。第二次国共内战时期任东北民主联军总司令、中共中央东北局书记、东北野战军司令员、第四野战军司令员，平定东北、中南全境。中华人民共和国成立后，任国务院副总理。1955年七届五中全会上补选为中央政治局委员，同年被授予中华人民共和国元帅军衔。后出任中共中央副主席、国防部部长、中央军委第一副主席等职务。文化大革命爆发后，他成为中共二号人物，其毛泽东接班人身份写入党章。1971年发生“九一三事件”，林彪携妻子叶群、儿子林立果在山海关机场出逃，所乘飞机坠毁于蒙古温都尔汗，机上全员身亡。:6                                                                                    | 山东:533       | 中央委员选举得票541票。 |
| 董必武          |      | 1886－1975:758 | 湖北黄安人。1904年考中秀才，之后追随孙中山从事革命活动。1920年在湖北成立共产党早期组织。1921年赴上海参加中共一大，会后回到湖北开展党务工作。中共五大之后前往进入莫斯科东方大学学习，回国后抵达中央苏区，担任中共中央党校校长兼最高法院院长，之后参加长征。1937年起先后在武汉和重庆推动抗日民族统一战线工作，是“延安五老”之一。七届一中全会上当选中央政治局委员。中华人民共和国成立后，历任政务院副总理、最高人民法院院长、国家副主席、代主席、中央政治局常委等职位。1975年4月2日在北京病逝。:121-122 | 大后方:758     | 在旧金山签署《联合国宪章》，未出席中共七大及七届一中全会。 |
| 陈云            |      | 1905－1995:317 | 江苏青浦人。早年在上海商务印书馆当学徒。1925年五卅运动时期，被推选为商务印书馆罢工临时委员会委员长，随后加入中国共产党。1931年9月，成为临时中央政治局九名委员之一。1933年进入中央苏区，成为中央书记处书记，参加长征。泸定桥战役后，被派遣前往莫斯科，向共产国际通报遵义会议情况。1937年回国，出任中共中央组织部部长。七届一中全会上当选中央政治局委员，同年8月担任中央书记处候补书记。第二次国共内战期间，任东北局副书记兼东北民主联军副政治委员、东北财政经济委员会主任、中华全国总工会主席。1950年10月任弼时逝世后，递补为中央书记处书记。中华人民共和国成立后，曾任中共中央副主席、国务院副总理。文化大革命期间被排挤出领导核心。改革开放以后，出任中共中央纪律检查委员会第一书记、中央顾问委员会主任，被认为是当时主政的中共八大元老之一。1995年4月10日在北京病逝。:82-84 | 晋察冀:317     | |
| 徐向前          |      | 1901－1990:16  | 山西五台人。毕业于黄埔军校第一期。1927年加入中国共产党，参加广州起义。第一次国共内战时期，担任红四方面军总指挥，领导红四方面军转战鄂豫皖、川陕，指挥长征和西路军作战。抗日战争时期，担任八路军129师副师长、第一纵队司令员、陕甘宁晋绥联防军副司令员。第二次国共内战时期，任晋冀鲁豫军区第一副司令员、华北军区第一兵团司令员，攻占山西全境。中华人民共和国成立后，先后担任中央人民政府人民革命军事委员会总参谋长、副主席，中央政治局委员和中央军委副主席。1955年被授予中华人民共和国元帅军衔。改革开放以后任国务院副总理兼国防部长。1990年9月21日在北京病逝。:16 | 山东:539       | 因病未出席中共七大及七届一中全会。 |
| 关向应          |      | 1902－1946:177 | 满族，辽宁金县人。1924年加入中国社会主义青年团，次年加入中国共产党。先后在上海大学和莫斯科东方大学学习。回国后，在中共河南省委和共青团中央组织部工作。中共六大后任中央政治局候补委员、委员，中国共产主义青年团中央书记。后从事中国工农红军军事委员会及中共中央长江局工作。1932年，任湘鄂西军委主席和红三军政治委员。长征途中，任红二方面军副政治委员，同贺龙、任弼时领导部队到达陕北。抗日战争时期，任八路军120师政治委员、陕甘宁晋绥联防军政治委员。1941年起因肺结核长期养病，1946年7月21日病逝于延安。:175-176 | 陕甘宁边区:177 | 因病未出席中共七大及七届一中全会。 |
| 陈潭秋          |      | 1896－1943:817 | 湖北黄冈人。1916年于国立武昌高等师范学校英文部就读，在校期间参加五四运动。1920年与董必武在武汉成立中共早期组织，1921年7月参加中共一大。1923年发动并领导了二七大罢工。中共五大上当选为中共中央委员会候补委员。此后先后于江西、山东、满洲地区、江苏等地领导工人、学生、军队运动工作。1939年与毛泽民、林基路等人前往新疆，出任中共中央新疆代表和八路军驻新疆办事处负责人。1942年9月被盛世才秘密逮捕，1943年9月27日深夜被秘密杀害于迪化。:67-68 | －             | 当选时已经遇难，因消息隔绝，代表仍选举他为中央委员。 |
| 高岗            |      | 1905－1954:64  | 陕西米脂人。1925年在横山县立第一高等小学堂学习期间，参与组织横山一高学潮，同年进入榆林中学学习。1926年加入中国共产党，并于次年进入冯玉祥国民军的西北中山军事学校学习。1927年至1931年，在国军西北地方部队中秘密开展兵运工作。后任陕甘边红军临时总指挥部政治委员、红二十六军政治委员、红十五军团政治部主任等职务。抗日战争时期，任陕甘宁边区保安司令、中共中央西北局书记、陕甘宁晋绥联防军代政委等职务。七届一中全会上当选中央政治局委员。第二次国共内战时期，任中共中央东北局副书记、书记、东北军区司令员兼政治委员。中华人民共和国成立后，任中央人民政府副主席、东北人民政府主席。1953年，出任国家计划委员会主席，后与饶漱石密谋取代刘少奇和周恩来而遭批判，史称“高饶事件”。1954年8月17日，在北京家中吞服大量安眠药自杀身亡。:152-153 | 陕甘宁边区:64  | 1955年3月31日，中国共产党全国代表会议决定开除高岗党籍。 |
| 李富春          |      | 1900－1976:3   | 湖南长沙人。早年到法国勤工俭学，积极参加留法学生的革命活动。1922年6月参与发起建立旅欧中国少年共产党，不久转为中国共产党党员。1925年到莫斯科东方大学学习，同年夏回国后任国民革命军第二军副党代表兼政治部主任，参与北伐战争。第一次国共内战时期，任中共江西省委代理书记、红军总政治部代主任，红三军团政委，参与长征。抗日战争时期任中共中央组织部副部长。七届一中全会后任中共中央副秘书长。第二次国共内战时期任中共中央东北局副书记、东北人民政府副主席、东北军区副政委等职。 中华人民共和国成立后，历任政务院财政经济委员会副主任，中央人民政府重工业部部长，国家计划委员会副主任、主任，国务院副总理，中央政治局常委等职。1975年1月9日在北京病逝。:325-326 | 中直、军直:4   | 与妻子蔡畅共同当选为中央委员。 |
| 饶漱石          |      | 1903－1975:818 | 江西临川人。1922年入读上海大学，1923年加入中国社会主义青年团，1925年转入中国共产党。第一次国共内战期间，任共青团中央秘书长，代理中共满洲省委书记、中共中央华侨委员会书记。抗日战争时期，任中共中央东南局副书记、中共中央华中局副书记兼新四军政治部主任，华中局代书记、新四军代政委。第二次国共内战期间，任新四军兼山东军区政委，中共中央华东局书记，华东军区政委。中华人民共和国成立后，任华东局第一书记兼上海市委第一书记，华东军政委员会主席。1952年任中共中央组织部部长。1953年，因与高岗密谋取代刘少奇和周恩来而遭批判，史称“高饶事件”。1955年3月31日，中国共产党全国代表会议决定开除饶漱石党籍。4月，又以“饶漱石、潘汉年、扬帆反革命集团”的罪名被逮捕。1965年8月，被判处有期徒刑14年，剥夺政治权利10年。1975年3月2日在北京病逝。:603 | －             | 因在华中指挥作战，未出席中共七大及七届一中全会:819。 |
| 李立三          |      | 1899－1967:820 | 湖南醴陵人。1919年赴法国勤工俭学，1921年12月于上海加入中国共产党，之后于湖南和上海从事工人运动工作。1927年参与组织南昌起义，中共六大会后实际主持中央工作。1930年发起成立中国左翼作家联盟，同年推行“立三路线”，并因此离开领导岗位而前往苏联，在大清洗期间遭到迫害。1946年回国后历任东北局敌工部长等职务，中华人民共和国成立后历任中央人民政府委员、劳动部长、中华全国总工会党组书记等职。文革中受到冲击，1967年6月22日吞服安眠药自杀。1980年3月恢复名誉。:346-347 | －             | 因滞留苏联，未出席中共七大及七届一中全会。 |
| 罗荣桓          |      | 1902－1963     | 湖南衡山人。1927年在武昌中山大学读书期间加入中国共产党，参加秋收起义。第一次国共内战时期，曾任红四军政治委员、红一军团政治部主任，参加长征。抗日战争时期，任八路军115师政治部主任、政治委员、代理师长，山东军政委员会书记，山东军区司令员兼政治委员，中共中央山东分局书记。第二次国共内战时期，任中共中央东北局副书记兼东北民主联军、东北军区第一副政委，东北野战军、第四野战军第一政治委员。中华人民共和国成立后，任中央人民政府最高人民检察署检察长，中国人民解放军总政治部主任和总干部部部长、全国人大常委会副委员长。1955年被授予中华人民共和国元帅军衔。1963年12月16日在北京病逝。 | －             | 因在山东指挥作战，未出席中共七大及七届一中全会:822。 |
| 康生            |      | 1898－1975:549 | 山东诸城人。1924年赴上海大学学习，次年加入中国共产党。第一次国共内战期间，他曾负责中央特科工作，后出任中共驻共产国际代表团副团长。1937年回国后，出任中央书记处书记、中共中央党校校长、中央职工运动委员会主任、中央社会部部长，主持延安整风。七届一中全会上当选中央政治局委员。第二次国共内战期间，担任中共中央华东局副书记，中共山东省委书记、山东省人民政府主席。中华人民共和国成立后，负责党内的意识形态工作。文化大革命期间，他担任中共中央副主席。1975年12月16日在北京逝世。1980年10月16日，中共中央决定开除康生的党籍。:290-291 | 山东:549       | |
| 彭真            |      | 1902－1997:287 | 山西曲沃人。1923年加入中国共产党，曾任中共天津市委书记、中共中央北方局组织部部长。抗日战争时期，出任中共中央晋察冀分局书记、中共中央组织部部长、中共中央党校副校长。七届一中全会上当选中央政治局委员，同年8月担任中央书记处候补书记。第二次国共内战时期，任中共中央东北局书记、东北民主联军第一政委、中央组织部部长、中共北平市委书记等职。中华人民共和国成立后，担任中共北京市委第一书记、全国人大常委会副委员长、中央政治局委员、中央书记处书记。因二月提纲被免职下狱，文化大革命结束后，担任中央政法委员会书记、全国人民代表大会常务委员会委员长等职，被认为是当时主政的中共八大元老之一。1997年4月26日在北京病逝。:569-570 | 晋察冀:287     | |
| 王若飞          |      | 1896－1946:771 | 贵州安顺人。1918年就读于明治大学，1919年回国参加五四运动，同年10月赴法国勤工俭学。1922年参与组建中国少年共产党，同年加入法国共产党，8月转为中共党员。1923年3月前往莫斯科东方大学学习。1925年回国后历任中共豫陕区委书记等职。1927年出任中共江苏省委代理书记。中共六大之后回国组织中共西北特委，之后被捕，1936年被营救出狱。1937年抵达延安出任中共中央华中工作委员会、华北工作委员会秘书长，中央军委参谋长，中央秘书长、中央党务委员会主任等职务，1944年前往重庆负责南方局工作，并于之后参与国共谈判。1946年4月8日因所乘飞机在山西黑茶山失事而遇难。:771 | －             | 因在重庆主持中共中央南方局工作，未出席中共七大及七届一中全会。7月曾陪同六参政员访问延安:824。8月25日为商议重庆谈判事宜再返回延安。                                                         |
| 张云逸          |      | 1892－1974:34  | 广东文昌人。早年就学于保定陆军军官学校，并加入了中国同盟会，参与过辛亥革命、护国战争和北伐战争，于1926年加入中国共产党。七一五事变后参加南昌起义，之后前往广州、香港从事地下工作。1929年12月领导百色起义，1931年7月率部前往中央苏区，曾任红七军军长、红军副总参谋长。后参加长征至陕北，1936年协助周恩来处理西安事变。抗日战争爆发后参与组建新四军，担任新四军参谋长、江北指挥部总指挥、新四军副军长兼第二师师长。陈毅赴延安出席中共七大期间代理新四军军长。抗战胜利后历任华东军区副司令员等职务。中华人民共和国成立后担任中央人民政府委员、广西省人民政府主席等职，1955年被授予大将军衔。1974年11月19日病逝于北京。:34 | －             | 因在华中指挥作战，未出席中共七大及七届一中全会:826。 |
| 贺龙            |      | 1896－1969:10  | 湖南桑植人。1914年参加中华革命党，曾率部与北洋军阀及四川军阀杨森作战。1927年，担任南昌起义总指挥，并加入中国共产党，此后回到担任红二军团军团长、红二方面军总指挥，转战湘鄂西并参加长征。抗日战争时期，任八路军120师师长、陕甘宁晋绥联防军司令员。第二次国共内战时期，任西北军区司令员。中华人民共和国成立后，任中共中央西南局第三书记、西南军区司令员，任国家体委主任，国务院副总理。1955年被授予中华人民共和国元帅军衔。1959年担任中央军委副主席，曾主持军委日常工作。文化大革命时遭迫害，于1969年6月9日病逝于北京。:10 | 陕甘宁边区:67  | |
| 陈毅            |      | 1901－1972:12  | 四川乐至人。早年在法国勤工俭学，1923年加入中国共产党，后担任黄埔军校政治部文书，参加南昌起义。第一次国共内战期间，他担任红四军政治部主任、红三军政委、红二十二军军长兼政委、江西军区总指挥，坚持南方三年游击战争。抗日战争时期，任新四军第一支队司令员、代理军长。第二次国共内战时期，任华东野战军司令员兼政委、中原野战军副司令员、第三野战军司令员兼政委，平定华东战事。中华人民共和国成立后，历任上海市市长、中央军委副主席，国务院副总理兼外交部部长等职，开拓中华人民共和国外交事业。1955年被授予中华人民共和国元帅军衔。文化大革命期间，被牵扯进“二月逆流”案而遭边缘化。1972年1月6日病逝于北京。:12 | 华中:601       | |
| 周恩来          |      | 1898－1976:751 | 原籍浙江绍兴，生于江苏淮安。1913年于天津南开中学就读，1917年前往日本留学。1919年回国后参加五四运动。1920年至1924年在法国和德国勤工俭学，期间发起成立中国少年共产党，1921年转为中共党员。回国后历任黄埔军校政治部主任、中共两广区委委员长等职务，1927年领导南昌起义，历任中央政治局常委、中共中央组织部长、中央军委书记等职，还领导中央特科工作。1931年12月前往中央苏区，历任中央书记处书记、中共苏区中央局书记、中国工农红军总政委等职务，后随红军主力参加长征，在遵义会议上转向支持毛泽东，使毛得以复出。1936年前往西安处理西安事变。抗日战争期间担任中共中央代表和南方局书记。七届一中全会上当选中央政治局委员、书记处书记。1945年在重庆参与谈判，并率领中共代表团留在重庆和南京。1946年11月返回延安，后担任中央军委副主席兼代理中央军委总参谋长。中华人民共和国成立后任国务院总理，还担任外交部长、中共中央副主席等职务，并主持了中国的“一五计划”和“两弹一星”工程。1976年1月8日病逝于北京。:1122-1124 | 大后方:751     | |
| 刘伯承          |      | 1892－1986:8   | 四川开县人。参加护国战争期间右眼负伤致残。1926年加入中国共产党，发动泸顺起义，任国民革命军四川各路总指挥、暂编第十五军军长。1927年参加南昌起义，后在苏联伏龙芝军事学院学习。1930年回国后，任红军总参谋长等职，参加长征。抗日战争时期，任八路军129师师长。第二次国共内战时期，历任晋冀鲁豫军区司令员、中原军区司令员、第二野战军司令员，平定中原、西南战事。中华人民共和国成立后，历任中共中央西南局第二书记，西南军政委员会主席，中国人民解放军军事学院院长兼政委，训练总监部部长，高等军事学院院长兼政治委员等职。1955年被授予中华人民共和国元帅军衔。1958年因“教条主义”被批判后淡出军界，担任全国人大常委会副委员长、中央军委副主席等职，后长期疗养。1986年10月7日病逝于北京。:8 | 晋冀鲁豫:416   | |
| 郑位三          |      | 1902－1975:826 | 湖北黄安人。1925年加入中国共产党，历任中共黄安县委书记、鄂豫皖省苏维埃政府内务部长和人民委员会代理委员长、红二十五军政治部主任、豫陕特委书记等职，参与长征。抗日战争时期，任新四军第二师政治委员、第五师政治委员。第二次国共内战期间，任中共中央中原局代理书记兼中原军区政治委员等职，1948年后因病长期休养。1975年7月27日病逝于北京。:1114-1115 | －             | 因在鄂豫皖指挥作战，未出席中共七大及七届一中全会:827。 |
| 张闻天 （洛甫） |      | 1900－1976:438 | 江苏南汇人。1925年加入中国共产党，在莫斯科中山大学学习，是“二十八个半布尔什维克”之一。1930年回国后，担任中央政治局委员、书记处书记，参与长征。遵义会议后，被推举为中央总书记。抗日战争期间，任中共中央宣传部部长、马列学院院长。随着毛泽东权势不断上升，张闻天的地位逐渐下降。七届一中全会上当选中央政治局委员。第二次国共内战时期，任中共合江省委书记、东北局宣传部部长、辽东省委书记。中华人民共和国成立后，任中央政治局候补委员、驻苏联大使、外交部第一副部长等职务。1959年，因卷入庐山会议受到批判，淡出政界。文化大革命期间受迫害，1976年7月1日病逝于无锡。:1058-1059 | 晋冀鲁豫:438   | |
| 蔡畅            |      | 1900－1990:301 | 女，湖南湘乡人。早年就读于长沙周南女子师范学校，1919年前往法国留学。1923年由中国社会主义青年团团员转为中共党员。1925年回国后先后于广东、江西、湖北从事妇女运动工作。1927年于中共五大中被任命为中共妇女委员会委员、上海总工会女工部部长。此后历任中共六大至中共十一大代表，中华人民共和国第一届至第三届人大常委会委员、第四届和第五届人大常委会副委员长，中华全国妇女联合会名誉主席等职务，1980年退休。1990年9月11日病逝于北京。:19-20 | 晋察冀:301     | 其夫李富春亦为第七届中央委员会委员。 |
| 邓小平          |      | 1904－1997:828 | 四川广安人。1920年前往法国留学，在法国勤工俭学期间加入旅法共产主义小组，1924年转为中国共产党党员。1926年到苏联莫斯科中山大学学习，回国后担任中央秘书长。1929年12月领导百色起义，后出任红一军团政治部主任，参加长征。抗日战争期间，任八路军129师政治委员、中共中央北方局书记。第二次国共内战期间，担任晋冀鲁豫军区政治委员、中共中央中原局第一书记和中原野战军政治委员、第二野战军政治委员。中华人民共和国成立后，任中共中央西南局第一书记、政务院副总理兼财政部部长、中共中央秘书长。1955年七届五中全会上补选为中央政治局委员。1956年八届一中全会上当选中央政治局常委、中央书记处总书记，有“主事在毛，成事在邓”之说。文化大革命中受到迫害，复出以后担任中共中央副主席、全国政协主席、中央顾问委员会主任、中央军委主席。是20世纪80年代中国政治的实际主导者，被尊奉为“改革开放的总设计师”和党的第二代领导核心。1997年2月19日病逝于北京。:109-111                                                           | －             | 因在晋冀鲁豫指挥作战，未出席中共七大:828。6月29日赴延安参加七届一中全会。 |
| 陆定一          |      | 1906－1996:515 | 江苏无锡人。1922年考入上海南洋大学学习，1925年加入中国共产党。毕业后先后担任中国共产主义青年团中央宣传部长、红一方面军政治部宣传部部长，参与长征。抗日战争与第二次国共内战时，任八路军野战政治部副主任、中央宣传部部长等职务。中华人民共和国成立后，担任国务院副总理兼文化部长、中央政治局候补委员、中央书记处书记，继续兼任中央宣传部部长。因二月提纲被免职下狱，文化大革命结束后任全国政协副主席。1996年5月9日病逝于北京。:492-494 | 晋冀鲁豫:515   | |
| 曾山            |      | 1899－1972:830 | 江西吉安人。1926年加入中国共产党，参加南昌起义和广州起义。1928年回家乡后，曾任赣西南苏维埃政府主席、江西省苏维埃政府主席、中华苏维埃政府内务部部长。红军主力长征后留守苏区，后到苏联学习。1937年回国后，任中共中央东南局副书记、中共中央华中局组织部部长。第二次国共内战时期，任中共中央华中分局组织部部长兼财经办事处主任，中共中央华东局委员、华东财经办事处主任，华东军政委员会副主席。中华人民共和国成立后，任政务院政务委员、中央人民政府纺织工作部部长、中华人民共和国商业部部长、中共中央交通工作部部长、中华人民共和国内务部部长。1972年4月16日病逝于北京。:995-996 | －             | 因在华中指挥作战，未出席中共七大及七届一中全会:831。 |
| 叶剑英          |      | 1897－1986:10  | 广东梅州人。1917年入云南讲武堂学习，毕业后追随孙中山投身革命活动，曾任黄埔军校教授部副主任，国民革命军第四军参谋长。1927年领导广州起义，失败后赴莫斯科东方大学学习。1930年回国后，任中革军委总参谋长、红一方面军参谋长等职务，参与长征。抗日战争时期，任八路军参谋长，在武汉、重庆从事国共谈判。1941年回延安担任中央军委参谋长。第二次国共内战时期，任中央军委副总参谋长、中共中央后委书记、华北军政大学校长兼政治委员、北平市市长。中华人民共和国成立后，任中共中央华南分局第一书记、广东省人民政府主席、武装力量监察部部长、军事科学院院长兼政委等职务。1955年被授予中华人民共和国元帅军衔。1973年十届一中全会上当选中共中央副主席，后兼任国防部部长。1976年毛泽东逝世后，他与华国锋等人联手策划怀仁堂事变，逮捕四人帮成员，结束文化大革命。此后担任全国人大常委会委员长等职，支持邓小平回到中共最高决策层。1986年10月22日病逝于北京。:10                                                              | 大后方:726     | |
| 聂荣臻          |      | 1899－1992:18  | 四川江津人。1919年赴法国勤工俭学，1923年加入中国共产党。1925年回国后任黄埔军校秘书兼政治教官。第一次国共内战期间，参与南昌起义、广州起义，后担任中央军委参谋长、总政治部副主任、红一军团政委，参加长征。抗日战争时期，任八路军115师副师长、政委，晋察冀军区司令员兼政委。第二次国共内战时期，任晋察冀军区司令员兼政委、华北军区司令员，攻占华北全境。中华人民共和国成立后，任中国人民解放军代总参谋长，中央军委副主席，国务院副总理兼国家科委主任、国防科委主任，主抓“两弹一星”研制。1955年被授予中华人民共和国元帅军衔。在“文化大革命”期间，被牵扯进“二月逆流”案。文化大革命结束后，继续担任中央军委副主席。1992年5月14日病逝于北京。:18 | 晋察冀:289     | |
| 彭德怀          |      | 1898－1974:4   | 湖南湘潭人。1923年毕业于湖南讲武堂。1928年加入中国共产党，同年发动平江起义，建立红五军，任军长。此后担任红三军团军团长、红一方面军司令员，参与江西苏区历次战役及长征。抗日战争时期，任八路军副总司令，发动百团大战。七届一中全会上当选中央政治局委员第二次国共内战时期，任中央军委副主席兼总参谋长、中国人民解放军副总司令兼西北野战军（后第一野战军）司令员兼政治委员，攻占西北五省。中华人民共和国成立后，任中央人民政府人民革命军事委员会副主席、西北军政委员会主席。1950年，任中国人民志愿军司令员兼政治委员，指挥朝鲜战争。1952年回国主持军委日常工作，1954年任国务院副总理兼国防部部长。1955年被授予中华人民共和国元帅军衔。1959年因庐山会议期间上书毛泽东而被批判，被免去国防部部长职务。文化大革命期间受迫害，1974年11月29日病逝于北京。1978年12月得到平反。:4 | 晋冀鲁豫:513   | |
| 邓子恢          |      | 1896－1972:832 | 福建龙岩人。早年曾在日本留学一年。1926年加入中国共产党。后在闽西组织革命活动，曾担任红十二军政治委员、中华苏维埃共和国财政部部长，红军长征后，奉命留守苏区坚持游击战争。抗日战争期间，担任新四军政治部副主任、主任，第四师政治委员。第二次国共内战时期，任华中军区政治委员、中共中央中原局第三书记、中共中央华中局第三书记兼第四野战军第二政治委员。中华人民共和国成立后，任中南军政委员会代主席、国务院副总理、中共中央农村工作部部长。由于提倡“分田到户”的责任制、反对毛泽东的农业合作化运动而先后在1955年和1962年受到批判，此后担任全国政协副主席。1972年12月10日病逝于北京。:113-114 | －             | 因在华中指挥作战，未出席中共七大及七届一中全会:833。 |
| 吴玉章          |      | 1878－1966:798 | 四川荣县人。1895年开始接受维新思想。1903年入东京成城学校学习。1905年参加中国同盟会。1911年归国后参加保路运动，并与王天杰策动早于武昌起义的荣县独立。中华民国成立后，曾任南京临时参议院议员、成都高等师范学校校长。1924年与杨闇公组建中国青年共产党，1925年加入了中国共产党。1927年赴苏联在莫斯科东方大学学习、任教。1935年到法国巴黎负责《救国时报》工作。1938年回国后任延安宪政促进会会长、陕甘宁边区新文字协会会长、鲁迅艺术学院院长、延安大学校长、陕甘宁边区政府文化委员会主任，是“延安五老”之一。第二次国共内战时期，任中共四川省委书记、华北大学校长。中华人民共和国成立后，任中国人民大学校长、全国文字改革委员会主任，并主持汉语拼音工作。1966年12月12日病逝于北京。:841-842 | 大后方:798     | |
| 林枫            |      | 1906－1977:231 | 黑龙江望奎人。1927年加入中国共产党。1929年考入北平大学工学院学习。历任中共北平市委书记兼组织部部长、中共河北省委巡视员、中共天津市委书记、刘少奇秘书。抗日战争时期，任中共中央北方局委员兼组织部部长、八路军晋西独立支队政治委员、中共中央晋绥分局代理书记、晋绥军区政治委员。第二次国共内战时期，任中共中央东北局组织部部长、中共中央东满分局书记、东满军区政治委员、东北行政委员会主席、东北人民政府副主席。中华人民共和国成立后，任东北局第一副书记、中共中央副秘书长、国务院第二办公室主任、国务院业余教育委员会主任、全国人大常委会副委员长、中共中央党校校长等职。文化大革命期间受迫害，1977年9月29日病逝于北京。:409-410 | 晋绥:231       | |
| 滕代远          |      | 1904－1974:834 | 苗族，湖南麻阳人。1925年加入中国共产党，1928年领导平江起义，曾任红五军、红三军团政治委员、红一方面军副总政治委员、中央军委武装动员部部长。1934年7月前往苏联出席共产国际第七次代表大会，入苏联红军陆军大学、列宁学院学习。1937年回国，参与筹建八路军驻新疆办事处。抗日战争时期，任中央军委参谋长、八路军前指参谋长。第二次国共内战时期，任晋冀鲁豫军区、华北军区副司令员、中央军委铁道部部长兼铁道兵团司令员。中华人民共和国成立后，任中华人民共和国铁道部部长、全国政协副主席等职。1974年12月1日病逝于北京。:696-697 | －             | 因在晋冀鲁豫指挥作战，未出席中共七大:835。6月29日赴延安参加七届一中全会。 |
| 张鼎丞          |      | 1898－1981:604 | 福建永定人。1927年加入中国共产党。1928年领导永定暴动，曾担任中华苏维埃共和国土地人民委员、福建省苏维埃政府主席。红军长征后，奉命留守苏区坚持游击战争。抗日战争期间，担任新四军第二支队司令员、第七师师长、中共中央党校二部主任。第二次国共内战时期，任华中军区司令员、中共中央华东局常委兼组织部部长。中华人民共和国成立后，任中共福建省委书记、中华人民共和国最高人民检察院检察长、全国人大常委会副委员长。1981年12月16日病逝于北京。:1014-1016 | 华中:604       | |
| 李先念          |      | 1909－1992:836 | 湖北黄安人。1927年加入中国共产党，参加黄麻起义。第一次国共内战期间，在红四方面军任职，任第十一师政委、红三十军政委，参加长征，并率领西路军余部进入新疆。抗日战争时期，担任新四军豫鄂挺进纵队司令员、第五师师长。第二次国共内战时期，任中原军区司令员。中华人民共和国成立后，任中共湖北省委书记、湖北省人民政府主席。1954年担任国务院副总理，兼任中央政治局委员和财政部部长，协助周恩来主持经济方面工作。1976年，他参与决策怀仁堂事变。改革开放期间，担任中共中央副主席、国家主席、全国政协主席等职务，被认为是当时主政的中共八大元老之一。1992年6月21日病逝于北京。:371-372 | －             | 因在鄂豫皖指挥作战，未出席中共七大及七届一中全会:836。 |
| 徐特立          |      | 1877－1968:899 | 湖南长沙人。早年参加立宪运动和国会请愿运动。1912年创办长沙县立师范。1919年赴法国勤工俭学，进入巴黎大学学习。1924年回国后创办长沙女子师范担任校长。1927年加入中国共产党，参加南昌起义。起义失败后赴苏联莫斯科中山大学学习。1930年回国后任中华苏维埃共和国教育部副部长，苏维埃大学副校长，参加长征。抗日战争期间，任中共中央驻湘代表、延安自然科学院院长，是“延安五老”之一。中华人民共和国成立后，任中共中央宣传部副部长。1968年11月28日病逝于北京。:899 | 大后方:753     | |
| 谭震林          |      | 1902－1983:837 | 湖南攸县人。1926年加入中国共产党。曾任茶陵工农兵政府主席、中共湘赣边界特委书记、红十二军政治委员、福建军区司令员、中华苏维埃共和国国家政治保卫局分局长，红军长征后留守苏区开展游击战争。抗日战争时期，任新四军第三支队副司令员、第六师师长兼政治委员、新四军政治部主任、第二师政治委员。第二次国共内战时期，任华中野战军政治委员、华东野战军（后第三野战军）副政治委员。中华人民共和国成立后，任中共浙江省委书记、江苏省人民政府主席，中央政治局委员、国务院副总理，因“二月逆流”案受迫害。1973年复出后，担任全国人大常委会副委员长，中央顾问委员会副主任等职。1983年9月30日病逝于北京。:682-683 | －             | 因在华中指挥作战，未出席中共七大及七届一中全会:838。 |
| 薄一波          |      | 1908－2007     | 山西定襄人。1922年考入山西省立国民师范学校，1925年加入中国共产党。曾任中共天津市委兵委书记、北方局军委秘书长。1931年至1936年，被国民政府逮捕关押于草岚子胡同北平军人反省分院。出狱后任山西省工委书记。抗日战争期间，创建牺牲救国同盟会、山西青年抗敌决死队，并任太岳军区政委。第二次国共内战期间，任晋冀鲁豫军区副政委、华北人民政府第一副主席、华北军区政委。中华人民共和国成立后，任中央人民政府财政部部长、国家经济委员会主任、中央政治局候补委员、国务院副总理。文化大革命期间，因“六十一人叛徒集团案”受迫害。改革开放时期，任中共中央顾问委员会副主任，被认为是当时主政的中共八大元老之一。2007年1月15日病逝于北京。:16 | 晋冀鲁豫:417   | 原定为中央候补委员，在七大期间，陈赓曾向刘少奇、周恩来反映薄一波存在历史问题，不宜作为候补中委。反对意见被毛泽东驳回，毛泽东并说，将薄一波列为候补中委本就不妥。其后，薄一波当选正式中委。 |
| 陈绍禹 （王明） |      | 1904－1974:628 | 安徽金寨人。1925年加入中国共产党，后前往莫斯科中山大学学习，是“二十八个半布尔什维克”之首。1929年回国。1930年以反对“立三路线”“调和主义”为名，反对中共六届三中全会以后的中央，提出左倾政治纲领。在1931年1月的中共六届四中全会上夺取了中央领导权，出任中共中央代总书记，实际成为中共中央主要负责人。1931年11月，到莫斯科担任中共驻共产国际代表，继续遥控中共，给中共造成巨大损失。1937年回国，任中共中央书记处书记、中共中央长江局书记、中共中央统战部部长。延安整风后，王明为首的国际派在党内失势。第二次国共内战期间，曾任中央政治研究室主任、中央法制委员会主任。中华人民共和国成立后，曾任政务院政法委员会主任。1956年去苏联就医，后留居苏联。1974年3月27日病逝于莫斯科。:759-761 | 华中:628       | 只出席七大开幕式。中央委员选举中得321票。 |
| 秦邦宪 （博古） |      | 1907－1946:797 | 江苏无锡人。1925年考入上海大学，同年加入中国共产党。1926年赴莫斯科中山大学学习，为“二十八个半布尔什维克”之一。1930年回国后，担任中国共产主义青年团中央委员会书记。1931年，在共产国际的支持下临时受命担任中共中央政治局书记负总责。由于中央红军在他的领导下连遭重大损失，他在遵义会议上退出中共领导集体。此后，他曾任红军总政治部主任、中华苏维埃共和国中央政府西北办事处主席、中共中央组织部部长。1936年，代表中共参与和平解决西安事变，并与中国国民党会谈合作，积极促成抗日民族统一战线。抗日战争期间，任中共中央长江局组织部部长、南方局代理书记。1940年回延安，任《解放日报》社社长、新华社社长。1946年4月8日因所乘飞机在山西黑茶山失事而遇难。:591-592 | 大后方:797     | 中央委员选举中得275票。 |

## 递补委员列表
| 姓名                      | 肖像                      | 生卒时间                  | 生平 | 所属代表团                | 备注 |
| 1949年3月七届二中全会递补 | 1949年3月七届二中全会递补 | 1949年3月七届二中全会递补 | 1949年3月七届二中全会递补 | 1949年3月七届二中全会递补 | 1949年3月七届二中全会递补                                                                                            |
| ------------------------- | ------------------------- | ------------------------- | --- | ------------------------- | --- |
| 廖承志                    |                           | 1908－1983:839            | 广东惠州人，生于日本东京。中国国民党元老廖仲恺、何香凝之子。早年在岭南大学学习，1928年加入中国共产党。曾任中华全国总工会宣传部长、全国海员总工会中国共产党党团书记、红四方面军总政治部秘书长，参加长征。抗日战争期间，任八路军驻香港办事处主任。1942年因南委事件被国民政府逮捕，1946年获释。第二次国共内战期间，担任新华社社长、中共中央宣传部副部长等职。中华人民共和国成立后，任中华全国民主青年联合总会主席、政务院华侨事务委员会副主任委员、中共中央统战部副部长、中共中央对外联络部副部长、国务院外事办公室主任等职。文化大革命期间受迫害，此后担任国务院侨务办公室主任、全国人大常委会副委员长、国务院港澳事务办公室主任、中央政治局委员。1983年6月10日病逝于北京。:399-401 | －                        | 因在国民政府狱中，未出席中共七大及七届一中全会:840。                                                                 |
| 王稼祥                    |                           | 1906－1974:742            | 安徽泾县人。1925年入莫斯科中山大学学习，1928年加入中国共产党，是“二十八个半布尔什维克”之一。1930年回国后，任中央党报委员会秘书长、红军总政治部主任、中华苏维埃共和国外交人民委员、中央军委副主席，参加长征。抗日战争时期，任中央军委副主席兼八路军总政治部主任。1943年首度提出“毛泽东思想”。第二次国共内战时期，任中共中央东北局城市工作部部长、宣传部部长。中华人民共和国成立后，历任中国驻苏联大使、外交部副部长、中央对外联络部部长、中央书记处书记等职务。文化大革命时期，因“三和一少”而遭迫害。1974年1月25日病逝于北京。:742 | 晋冀鲁豫:423              | 因病未出席中共七大及七届一中全会。1945年6月9日中央委员选举得票204票落选，6月11日经毛泽东动员代表后当选中央候补委员。 |
| 陳伯達                    |                           | 1904－1989:49             | 福建惠安人。早年先后在上海大学和中山大学学习，1927年加入中国共产党，并赴莫斯科中山大学学习。1930年回国后，任中共中央北方局宣传部部长。1939年，出任毛泽东办公室主任，因对《中国之命运》的批判闻名。1956年担任中央政治局候补委员，后任《红旗》杂志总编辑。1966年，出任中央政治局常委、中央文革小组组长。1970年中共九届二中全会上，因“称毛主席为天才”和设国家主席问题失势。1971年被收押，1973年被开除党籍。1981年1月，最高人民法院特别法庭判处陈伯达有期徒刑18年，同年8月保外就医。1989年9月20日病逝于北京。:34-35 | 中直、军直:49             | |
| 黃克誠                    |                           | 1902－1986:26             | 湖南永兴人。1925年加入中国共产党，在国民革命军唐生智部任职，参与北伐。1928年参与领导湘南起义，1930年进入中央苏区，历任红五军、红三军团政治部主任，参加长征。抗日战争期间，任八路军115师第344旅政委，新四军第三师师长兼政委。第二次国共内战期间，任东北民主联军副总司令兼后勤司令员、政委，东北野战军第二兵团政委、天津市委书记。中华人民共和国成立后，任湖南省委书记、总后勤部部长、中央书记处书记、中央军委秘书长、解放军总参谋长。1955年被授予大将军衔。1959年庐山会议期间，因支持彭德怀的意见书而被撤职受迫害。改革开放期间，任中央纪委第二书记。1986年12月28日病逝于北京。:26                                                                                                 | －                        | 因在华中指挥作战，未出席中共七大及七届一中全会:842。                                                                 |
| 1956年9月七届七中全会递补 |                           |                           | |                           | |
| 王首道                    |                           | 1906－1996:775            | 湖南浏阳人。1925年加入中国共产党。历任中共湘鄂赣边特委书记，湘赣省委书记，中共中央组织局秘书长，红军保卫局局长，红十五军团政治部主任，参与长征。抗日战争期间，任中共中央秘书长、八路军南下支队政委。第二次国共内战时期，任中原军区副政治委员兼政治部主任，东北局财经办事处主任。中华人民共和国成立后，历任湖南省人民政府主席、中央人民政府交通部副部长、中华人民共和国交通部部长、中共广东省委书记、全国政协副主席、中央顾问委员会常委、中国计划生育协会第一任会长等职。1996年9月13日病逝于北京。:775 | －                        | 因指挥八路军南下支队南下，未出席中共七大及七届一中全会:844。                                                         |
| 鄧穎超                    |                           | 1904－1992:731            | 女，河南光山人，生于广西南宁。先后在直隶第一女子师范学校和南开大学学习。1925年加入中国共产党，同年与周恩来结婚。中国国民党中央执行委员会候补委员。第一次国共内战期间，任中共中央局秘书长、中央机关总支书记等职，参加长征。抗日战争期间，任中共中央南方局委员、妇委书记、国民参政会参政员等职。第二次国共内战期间，历任中共中央后方工作委员会委员，中共中央妇委代理书记。中华人民共和国成立后，先后当选为全国妇联第一至三届副主席，第四届名誉主席；中国人民保卫儿童全国委员会副主席等职。改革开放期间，出任中央政治局委员、中央纪委第二书记、中共中央对台工作领导小组组长、全国政协主席等职。1992年7月11日病逝于北京。:111-112                                                     | 大后方:731                | |
| 陈少敏                    |                           | 1902－1977:846            | 女，山东寿光人。1928年加入中国共产党。曾历任中共天津市委秘书长、妇女部长，中共唐山市委宣传部长，冀鲁豫特委副书记，中共江西省委妇女部长，洛阳特委书记、中共河南省委组织部长等职。抗日战争和第二次国共内战时期，任新四军豫鄂独立游击支队政治委员、鄂豫边区党委书记，新四军五师副政委，中共中央中原局组织部部长。中华人民共和国成立后，曾任中华全国总工会副主席、党组副书记。文革期间因反对开除刘少奇的党籍而被迫害，1977年12月14日病逝于北京。:64-65 | －                        | 因在鄂豫皖指挥作战，未出席中共七大及七届一中全会:847。                                                               |